# Molophilus acinacis
Molophilus acinacis är en tvåvingeart som beskrevs av Alexander 1969. Molophilus acinacis ingår i släktet Molophilus och familjen småharkrankar. Inga underarter finns listade i Catalogue of Life.